# بيل شيب
بيل شيب (بالإنجليزية: Bill Shipp)‏ هو كاتب أمريكي، ولد في 1933.